# Jedeme na Sundance
Jedeme na Sundance (v anglickém originále Any Given Sundance) je 18. díl 19. řady (celkem 418.) amerického animovaného seriálu Simpsonovi. Scénář napsal Daniel Chun a díl režíroval Chuck Sheetz. V USA měl premiéru dne 4. května 2008 na stanici Fox Broadcasting Company a v Česku byl poprvé vysílán 7. června 2009 na stanici ČT2.

## Děj
Rodina Simpsonových se vydává na párty, a zatímco Homer a Bart kradou ostatním jídlo, Líza se věnuje natáčení událostí pro školní projekt a všímá si života z vlastní perspektivy. Líza film ukáže svému učiteli, jenž její film zhodnotí a řekne, že se mu líbí, ale dá mu známku 3 z 5. Když si Líza stěžuje řediteli Skinnerovi, který má tajnou filmovou vášeň, řekne jí, že dobrý film by měl mít spoustu dramatu. Líza dojde k závěru, že jediným skutečným zdrojem dramatu je její rodina, což Skinner chápe, protože zná Barta. Když jí Skinner umožní přístup ke školnímu audiovizuálnímu vybavení, začne Líza natáčet svou rodinu při jejích každodenních činnostech. 
Inspektor Chalmers si všimne Lízina filmování a přesvědčí Skinnera, aby Lízin film přihlásil na filmový festival v Sundance. Organizátoři festivalu Sundance souhlasí s premiérou Lízina filmu, protože Líza je intelektuální vyvrhel a její film není mainstreamovou produkcí. Lízin film je přijat. Když se rodina dozví, že Lízin film byl přijat, všichni se vydají do Park City v Utahu a nemohou se dočkat premiéry filmu. Líza v něm ukazuje svou rodinu v celé její nefunkčnosti, a tak začnou mít diváci na její rodinu nevhodné poznámky. V jedné scéně Bart rozbíjí nádobí a Homer přichází bosý. Marge po nich uklidí a Líza jí popřeje „všechno nejlepší“, čímž celou rodinu uvede do rozpaků. Film končí a sklízí ovace ve stoje. Homer, Marge, Bart a Maggie jsou zděšeni tím, jak je Líza ve filmu vykreslila. 
Komiksák zveřejní na svém blogu pochvalnou recenzi filmu, což vzbudí celosvětovou pozornost a vede k tomu, že někteří filmoví distributoři vyjednávají se Skinnerem a Chalmersem o koupi Lízina filmu. Mezitím si Lízina rodina uvědomí, že je ostatní nenávidí kvůli tomu, jak byli ve filmu zobrazeni. Líze je líto, co rodině udělala, a zatímco je hluboce zamyšlená, přistoupí k ní Jim Jarmusch a řekne, že se s ní může ztotožnit, protože jeho filmy jsou také o „sociálních ztroskotancích, kteří zažívají temnou stránku amerického snu“. Líza však cítí, že možná rodinu podvědomě ponížila záměrně. Řekne jí, že odpověď na její otázku, zda jí rodina odpustí, najde ve filmu: v téže době jako Lízin film vznikal i dokumentární film Nelsona Muntze, jenž ukazuje Nelsonův život v nesnázích, kdy paní Muntzová je zlodějka a hodně pije. Když jeho film skončí, Líza se dozví, že i když ji její rodina může uvádět do rozpaků nebo rozčilovat, existují i jiné rodiny s těžšími problémy. Omluví se své rodině a ta jí vděčně odpustí. Nelson a paní Muntzová jsou nyní ve středu pozornosti, což si oba užívají.
Během závěrečné scény se značkou se Skinner a Chalmers setkávají s Johnem C. Reillym, který se neúspěšně pokouší zúčastnit konkurzu na další film.

## Přijetí
Richard Keller z TV Squad uvedl, že to „prostě působilo jako jeden z těch dílů, kdy se podíváte nahoru a seriál skončil. A špatné je, že si opravdu nepamatujete, co se stalo.“ Jeho nejoblíbenější částí epizody byl Nelsonův dokument, který přirovnal k Barneymu Gumbleovi v dílu Zrodila se hvězda.
Epizodu během prvního vysílání 4. května 2008 zhlédlo 6,18 milionu diváků. V roce 2012 Matt Zoller Seitz uvedl, že díl považuje za jeden z mnoha „záblesků velikosti“ v pozdějších letech Simpsonových po roce 2000, a prohlásil, že „epizoda Jedeme na Sundance z 19. řady… by měla být povinná na filmových školách“.